# Dentipratulum bialoviesense
Dentipratulum bialoviesense är en svampart som beskrevs av Domanski 1965. Dentipratulum bialoviesense ingår i släktet Dentipratulum och familjen Auriscalpiaceae.   Inga underarter finns listade i Catalogue of Life.